# August Ljungberg
August Johan Ljungberg (Uppsala, 13 maggio 2005) è un calciatore svedese, centrocampista del Sirius.

## Carriera

### Club
È cresciuto nel settore giovanile del Sirius, club della sua città natale, con cui ha debuttato in prima squadra il 19 febbraio 2023 nell'incontro di Svenska Cupen vinto 4-1 contro l'Oskarshamns AIK. Il 15 maggio seguente ha firmato il suo primo contratto professionistico ed il 24 agosto ha segnato il suo primo gol in competizioni professionistiche, in coppa nazionale contro i dilettanti dell'Österåker United.

### Nazionale
Ha giocato con le nazionali giovanili svedesi Under-17 ed Under-21.

## Statistiche

### Presenze e reti nei club
Statistiche aggiornate al 23 aprile 2025.
| Stagione        | Squadra         | Campionato      | Campionato | Campionato | Coppe nazionali | Coppe nazionali | Coppe nazionali | Coppe continentali | Coppe continentali | Coppe continentali | Altre coppe | Altre coppe | Altre coppe | Totale | Totale | Totale |
| Stagione        | Squadra         | Comp            | Pres       | Reti       | Comp            | Pres            | Reti            | Comp               | Pres               | Reti               | Comp        | Pres        | Reti        | Pres   | Reti   |        |
| --------------- | --------------- | --------------- | ---------- | ---------- | --------------- | --------------- | --------------- | ------------------ | ------------------ | ------------------ | ----------- | ----------- | ----------- | ------ | ------ | ------ |
| 2023            | Sirius          | A               | 5          | 0          | CS+CS           | 2+1             | 0+1             | -                  | -                  | -                  | -           | -           | -           | 8      | 1      |        |
| 2024            | Sirius          | A               | 17         | 0          | CS+CS           | 3+1             | 0               | -                  | -                  | -                  | -           | -           | -           | 21     | 0      |        |
| 2025            | Sirius          | A               | 3          | 0          | CS+CS           | 0               | 0               | -                  | -                  | -                  | -           | -           | -           | 3      | 0      |        |
| Totale carriera | Totale carriera | Totale carriera | 25         | 0          |                 | 7               | 1               |                    | -                  | -                  |             | -           | -           | 32     | 1      |        |